# Семижаберные акулы
Семижаберные акулы, или семижаберники (лат. Heptranchias) — род хрящевых рыб семейства многожаберных акул.
Особенности рода: торпедообразное тело, 7 пар жаберных щелей, один спинной плавник, наличие анального плавника, верхняя часть хвоста примерно вдвое больше спинного плавника, яйцеживородящие. Название происходит от слов греч. ἑπτὰ — «7» и греч. ἄγχω — «душить», «сдавливать». Преимущественно распространены в глубине тропических морей. 

## Виды
- † Heptranchias ezoensis Applegate & Uyeno, 1968
- † Heptranchias howelii Reed, 1946
- .. Heptranchias perlo Bonnaterre, 1788 — Пепельная семижаберная акула, или узкоголовая семижаберная акула, или семижаберник
- † Heptranchias tenuidens Leriche, 1938